# Tephritis formosa

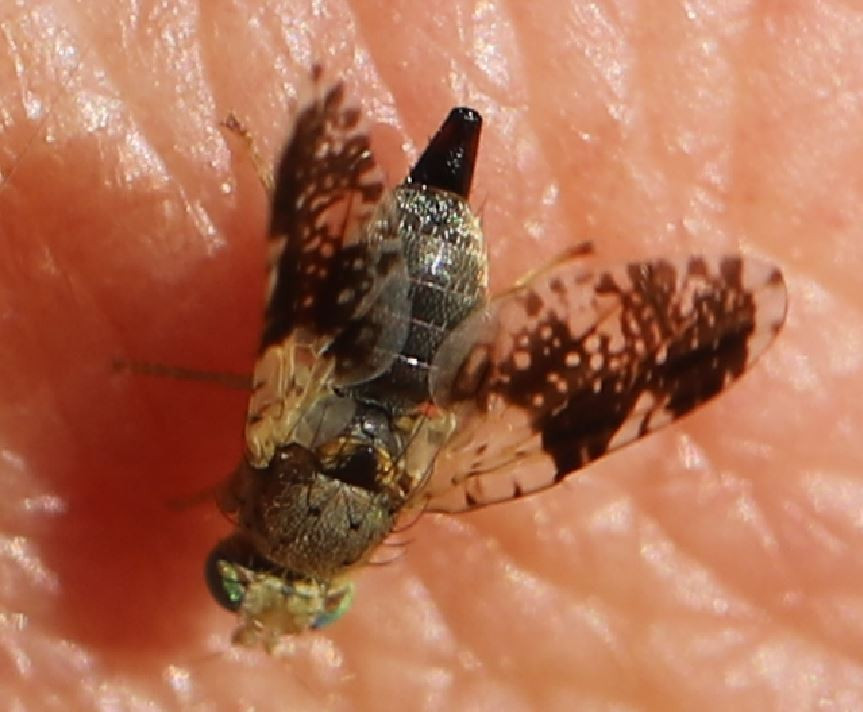
Weibchen, der schwarze Ovipositor klar erkennbar

Länder mit Nachweisen der Art laut Fauna Europaea sind auf der Karte grün dargestellt

Tephritis formosa ist eine Fliege aus der Familie der Bohrfliegen (Tephritidae).

## Merkmale
Die Körperlänge der Bohrfliegen variiert von 4–5 mm bei den Männchen und 5–6 mm bei den Weibchen. Der Kopf ist hell-beige gefärbt, der Thorax beige sowie der Hinterleib grau. Die Beine und Fühler sind orangebraun. Die Facettenaugen schimmern grünlich oder bräunlich. Die Flügel weisen ein artspezifisches dunkelbraunes Fleckenmuster auf. Das basale Flügeldrittel ist weitgehend klar. An den Enden der Flügeladern R4 und R5 befindet sich jeweils ein kleiner brauner Fleck.

## Verbreitung
Das Verbreitungsgebiet von Tephritis formosa reicht vom Mittelmeerraum im Süden bis nach England, Benelux, Deutschland und Polen im Norden. Die Art ist auf zahlreichen Mittelmeerinseln vertreten, darunter den Balearen, Korsika, Sardinien, Sizilien, Malta und Kreta. Im Osten reicht das Verbreitungsgebiet bis in die Ukraine, die Balkanhalbinsel sowie über Kleinasien bis in den Kaukasus und den Nahen und Mittleren Osten.

## Lebensweise
Die Bohrfliegenart nutzt als Wirtspflanzen hauptsächlich Gänsedisteln (Sonchus), darunter die Acker-Gänsedistel (Sonchus arvensis), die Raue Gänsedistel (Sonchus asper), die Gemüse-Gänsedistel (Sonchus oleraceus) und die Sumpf-Gänsedistel (Sonchus palustris). Weitere weniger häufig genutzte Wirtspflanzen bilden der Kleinköpfige Pippau (Crepis capillaris) sowie das Gewöhnliche Ferkelkraut (Hypochaeris radicata). Die Larven entwickeln sich in den Blütenköpfen ihrer Wirtspflanzen und erzeugen eine unscheinbare Pflanzengalle. Die Bohrfliegen beobachtet man von Mai bis September.